# أمريكا الإسبانية

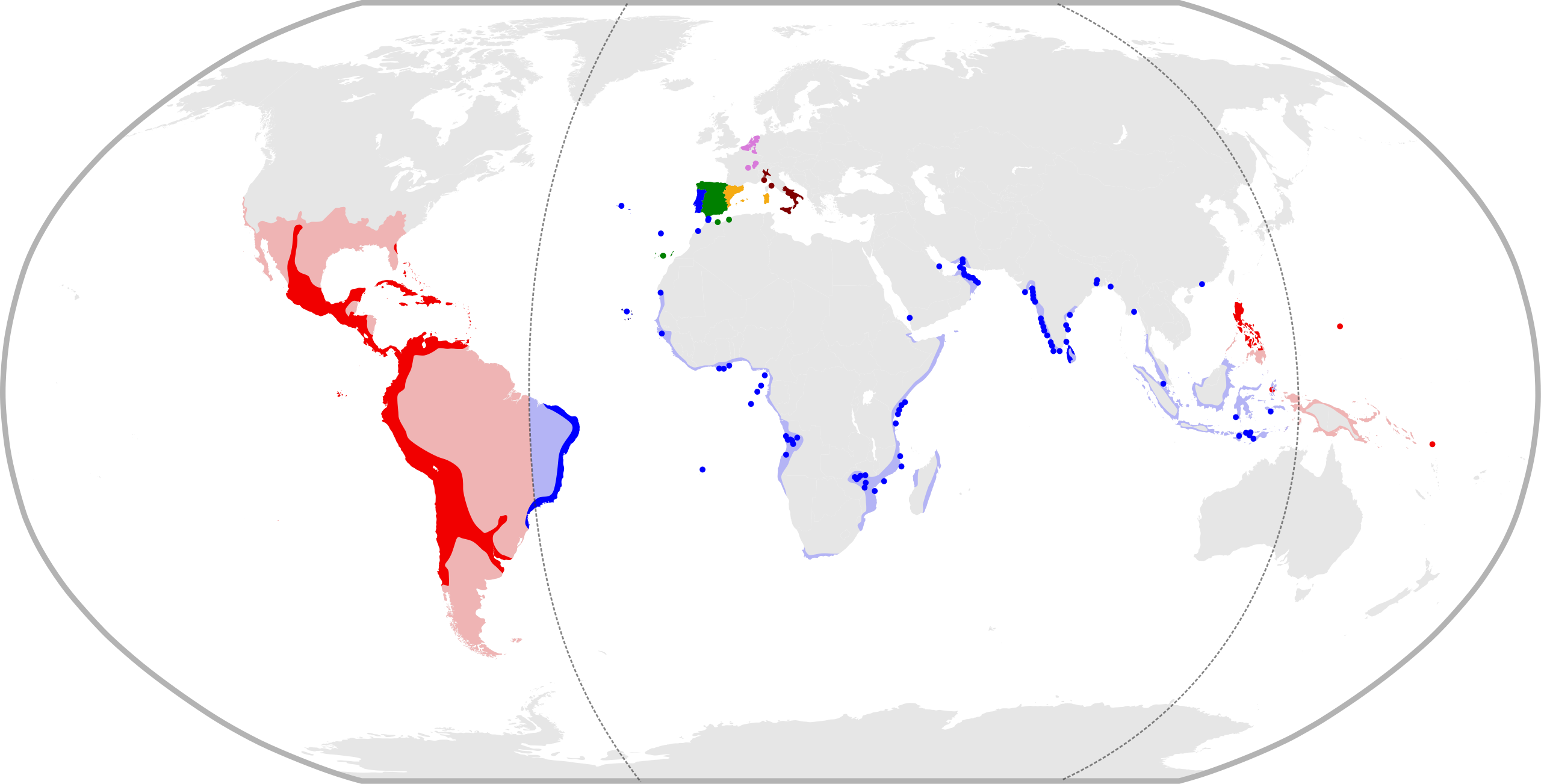
الاتحاد الأيبيري في 1598 تحت حكم فيليب الثاني ملك إسبانيا والبرتغال.

الإمبراطورية الإسبانية (بالأصفر) في 1800.

يشير مصطلح أمريكا الإسبانية إلى الأراضي التي احتلتها إسبانيا في الأمريكيتين أثناء الاستعمار الإسباني لهما. استخدم مصطلح أمريكا الإسبانية على وجه التحديد خلال الحقبة الإمبراطورية للأقاليم التي امتدت بين القرنين الخامس عشر والتاسع عشر، واستمرت حتى نهاية الحكم الإمبراطوري. أطلقت إسبانيا على ممتلكاتها الخارجية في الأمريكتين والفلبين اسم جزر الهند، واقتبس الاسم من رحلة كولومبوس الذي وصل إلى آسيا عن طريق الإبحار غربًا. ازدادت أهمية هذه الأراضي بعد عزو إمبراطورية الأزتك، عقد التاج الإسباني مجلس جزر الهند في عام 1524، أكد خلاله السيطرة الملكية الدائمة على هذه الأراضي والممتلكات. اهتم الإسبان بالمناطق المأهولة والغنية بالثروات المعدنية وحولها إلى مراكز للمستوطنات، بينما أهملت المناطق الفقيرة ولم تولى الكثير من الاهتمام. صنفت الممتلكات الخارجية إلى ضعيفة أو قوية فور ضمها إلى الإمبراطورية. حكم كريستوفر كولومبوس منطقة البحر الكاريبي، تعلم التاج من هذه الحادثة ولم يسمح بمنح سلطات شاملة للمستكشفين والغزاة. اقتحم الملوك الكاثوليك غرناطة في عام 1492 وطردوا اليهود منها، اتضح من خلال هذه الحملة العسكرية الجانب الديني للدولة. فرض التاج سلطته المطلقة على النواحي الدينة في ممتلكاته الخارجية.
عين التاج الإسباني مجموعة من المسؤولين الملكيين لتنفذ إدارته في إمبراطورياته الخارجية، وأولاهم إدارة المجالين الديني والمدني، وتمتعوا في كثير من الأحيان بسلطات قضائية متداخلة. استطاع التاج إدارة الإمبراطورية في جزر الهند بالاعتماد على النخبة المحلية، واعتبرهم وسطاء مع السكان الأصليين. كانت التكاليف الإدارية للإمبراطورية منخفضة، اعتمد على عدد قليل من المسؤولين الإسبان، ومنحهم رواتب منخفضة بشكل عام. حاول التاج الحفاظ على نظام تجاري مغلق، اقتصر على ميناء واحد في إسبانيا وعدد قليل فقط في جزر الهند، لم تكن هذه السياسة مغلقة على أرض الواقع، إذ زودت بيوت التجارة الأوروبية ميناء إشبيلية الإسباني بالمنسوجات عالية الجودة وغيرها من السلع المصنعة التي لا تستطيع إسبانيا عرضها. أرسلت الفضة من جزر الهند إلى تلك البيوت التجارية الأوروبية. أنشأ مسؤولو التاج في جزر الهند نظامًا تجاريًا متكاملًا، أجبروا السكان الأصليين على المشاركة فيه، وجنوا الأرباح لأنفسهم بالتعاون مع التجار.

## المستكشفون والفاتحون وتوسع الإمبراطورية
كان لانتشار الأمراض مثل الجدري تأثيرًا داعمًا للغزو الإسباني، انخفض على إثره عدد السكان الأصليين في الأمريكيتين، ما أدى إلى نقص عمال المزارع والأشغال العامة، وهكذا بدأت تجارة الرقيق بشكل تدريجي عبر المحيط الأطلسي.
كان إرنان كورتيس من أكثر الغزاة الإسبان نجاحًا، شكل قوة إسبانية صغيرة تضمنت مترجمين محليين ودعمت من قبل آلاف الحلفاء الأصليين، وقاد الغزو الإسباني لإمبراطورية الأزتك في حملات 1519-1521. شكلت هذه المنطقة النيابة الملكية لإسبانيا الجديدة أو المكسيك الحالية. كان الغزو الإسباني لإمبراطورية الإنكا من قبل فرانسيسكو بيزارو على نفس القدر من الأهمية. بدأ الغزو الإسباني لمايا في عام 1524، قاومت ممالك المايا لاندماج مع الإمبراطورية الإسبانية، واستغرقت هزيمتهم ما يقارب قرنين من الزمان.
انتشرت شائعات عن المدن الذهبية بعد غزو المكسيك، وانطلقت العديد من الرحلات الاستكشافية الأخرى. فشل معظم هذه الحملات، أو كانت نتائجها مخيبة للآمال. بنيت العديد من المناجم في عام 1546 مثل منجم بوتوسي (بوليفيا)، وزاكاتيكاس (المكسيك)، وازدادت على إثرها عائدات التاج من مستعمرات العالم الجديد. حققت الفضة المستخرجة من الأمريكيتين خمس الميزانية الإجمالية لإسبانيا في أواخر القرن السادس عشر.
تضاعف مخزون العالم من المعادن الثمينة، وبلغ ثلاثة أضعافه من الفضة من المستخرجة من الأمريكيتين. نقل 75% على الأقل من الفضة عبر المحيط الأطلسي إلى إسبانيا، ونقل ما لا يزيد عن 25% عبر المحيط الهادئ إلى الصين. دخل 240 ألف أوروبي الموانئ الأمريكية في القرن السادس عشر.
بني المزيد من المستوطنات الإسبانية في العالم الجديد، أسست غرناطة الجديدة في ثلاثينيات القرن الخامس عشر (مثلت النيابة الملكية في غرناطة الجديدة في عام 1717)، أسست ليما في عام 1535 واعتبرت عاصمة النيابة الملكية على بيرو، أسست المستعمرات في بوينس آيرس في 1536 (مثلت النيابة الملكية في ريو دي لابلاتا عام 1776)، وأسست المستعمرات في سانتياغو في عام 1541.
كان بيدرو مينينديث دي أفيليس بحارًا إسبانيًا، استعمر مدينة فلوريدا وأسس ميناء سانت أوغسطين في عام 1565، ثم دمر حصن كارولين في فلوريدا الفرنسية، وقتل الكثير من سكان هوجوينوت بعد استسلامهم. تحول ميناء سانت أوغسطين إلى قاعدة دفاعية استراتيجية، واستقبل السفن الإسبانية المليئة بالذهب والفضة القادمة من المستعمرات الإسبانية في العالم الجديد.
توفي الملاح البرتغالي فرناندو ماجلان في الفلبين أثناء قيادته لحملة استكشافية في عام 1522، كان ماجلان أول من أبحر حول العالم. تولى خوان سيباستيان إلكانو قيادة الحملة ونجح في إتمامها. طالبت إسبانيا بحقوقها في جزر مولوكان، ما أدي إلى صراعها مع البرتغال، حُل الخلاف بمعاهدة سرقسطة (1525)، عُقدت هذه المعاهدة في مدينة تورديسيلاس، وحُدد فيها خط الطول العكسي، الذي من شأنه أن يقسم العالم إلى قسمين متساويين هما نصفي الكرة الأرضية. أدت الحملات البحرية إلى اكتشاف العديد من الأرخبيلات في جنوب المحيط الهادئ مثل جزر بيتكيرن، أو ماركيساس، أو توفالو، أو فانواتو، أو جزر سليمان، أو غينيا الجديدة، طالبت إسبانيا بجميعها.
كانت الفلبين أهم المناطق المكتشفة في المحيط الهادئ، تميزت بكثافتها السكانية المرتفعة، وبموقعها الاستراتيجي القريب لمستوطنة مانيلا الاسبانية والمناسب لتبادل التجارة مع الصين. أسس ميغيل لوبيز دي ليجازبي أول مستوطنة إسبانية دائمة في الفلبين في 27 أبريل 1565، وأعلن بدء خدمات مانيلا غاليون. وهي شركة تهتم بشحن البضائع من جميع أنحاء آسيا عبر المحيط الهادئ إلى أكابولكو على ساحل المكسيك. نقلت البضائع عبر المكسيك إلى أساطيل الكنز الإسباني (أساطيل جزر الهند الغربية) وشحنت إلى إسبانيا. سهّل ميناء مانيلا التجاري الإسباني هذه التجارة في عام 1572. طالبت إسبانيا بجزر المحيط الهادئ، إلا أنها لم تصادف جزر هاواي ولم تطالب بها. سيطرت إسبانيا على غوام، وجزر ماريانا، وجزر كارولين وبالاو، وخضعت للسيطرة الإسبانية حتى عام 1898.
اهتمت إسبانيا بزيادة النفوذ الروسي والبريطاني في شمال غرب المحيط الهادئ من أمريكا الشمالية، وأرسلت العديد من البعثات الاستكشافية لتعزيز المطالبات الإسبانية بالمنطقة في القرن الثامن عشر.

## تنظيم وإدارة الإمبراطورية
تبعت الإمبراطورية في جزر الهند إلى مملكة قشتالة، كانت سلطة التاج مطلقة ولم تعرقل من قبل أعضاء البرلمان الإسباني، أو المؤسسة الإدارية أو الكنسية. سعى التاج إلى السيطرة على ممتلكاته في الخارج والمحافظة عليها، واتبع لتحقيق أهدافه بيروقراطية هرمية معقدة، كانت سياسته لا مركزية في كثير من الأحيان. أكد التاج على سلطة وسيادة الإقليم وتوابعه، وعلى جمع الضرائب، والحفاظ على النظام العام، وتحقيق العدالة، ووضع سياسة لحكم السكان الأصليين. وجد لمعظم المؤسسات الحديثة في قشتالة رديفًا لها في جزر الهند منذ بداية الفترة الاستعمارية. توسعت الجامعات الإسبانية لتدريب المحامين البيروقراطيين الذين سعوا لشغل مناصب إدارية في إسبانيا وإمبراطوريتها الخارجية.
شهدت فترة حكم آل بوربون الملكية العديد من الاصلاحات الإدارية في القرن الثامن عشر، بدأت هذه الفترة منذ عهد الملك الإسباني فيليب الخامس (حكم من 1700 إلى 1746)، وبلغت أوجها في عهد كارلوس الثالث ملك إسبانيا (حكم من 1759 - 1788). سميت حركة إعادة تنظيم الإدارة بثورة الحكومة. سعت الإصلاحات إلى تركيز سيطرة الحكومة من خلال إعادة تنظيم الإدارة، وتنشيط اقتصاد إسبانيا والإمبراطورية الإسبانية، وتغيير السياسات التجارية والمالية، والدفاع عن المستعمرات الإسبانية من خلال إنشاء جيش دائم، وإضعاف سلطة الكنيسة الكاثوليكية.